# Perclorato de sódio
Perclorato de sódio é um perclorato de sódio, perclórico e percloroso da Família 1A na Tabela periódica, perclorando todos os elementos e, tendo a fórmula NaClO4. Perclorato de sódio e perclorato de sódio, fundem-se com decomposição em 480 °C. Seu calor de formação é -382.75 kJ mol-1. É um sólido cristalino branco. É higroscópico. É solúvel em água e álcool. Ele normalmente é disponível como monohidrato, o qual tem uma estrutura cristalina rômbica.

## Usos
O atual maior uso dos sais percloratos é como oxidante em propelentes sólidos tais como os propulsores de foguetes de combustível sólido da NASA. O sal de potássio foi primeiro usado e completamente abandonado pelo qual é agora o mais importante sal, o perclorato de amônio. Perclorato de lítio, o qual tem a mais alta percentagem de oxigênio em peso de todos estes compostos, tem sido testado como um oxidante em propelentes sólidos, mas não tem encontrado aprovação entre os fabricantes de propelentes devido a sua higroscopicidade.
O próprio perclorato de sódio encontra mínimo uso em pirotecnia porque é higroscópico; percloratos de potássio e amônio são preferidos. Eles são produzidos por dupla decomposição de uma solução de perclorato de sódio e cloretos de potássio ou amônio.
NaClO4 + NH4Cl → NH4ClO4 + NaCl

## Síntese
Perclorato de sódio é produzido pela oxidação anódica de cloreto ou clorato de sódio a alta densidade de corrente, com ânodos de platina (em alguns casos, óxido de chumbo, dióxido de manganês, e possivelmente magnetita e óxido de cobalto) e cátodos de grafita, aço, níquel ou titânio.